# MOA-2007-BLG-192Lb
MOA-2007-BLG-192Lb 또는 줄여서, MOA-192 b는 궁수자리 방향으로 지구로부터 약 3,000 광년 떨어져 있는 외계 행성이다. 이 행성은 갈색 왜성 또는 질량 작은 적색 왜성으로 추측되는 MOA-2007-BLG-192L 주위에서 발견되었다. 질량은 대략 지구의 약 4배이다. 2007년 5월 24일 중력렌즈 사건을 통해 발견되었는데, 이 사건은 뉴질랜드 소재 마운트 존 대학교 천문대의 MOA-II 미시 중력렌즈 프로젝트로 진행된 것이었다.
이 행성계의 어머니 항성은 매우 작다. 질량은 우리 태양의 약 6퍼센트에 불과하므로 핵융합을 할 수 있는 질량 하한선 근처에 있다. 따라서 이 천체는 갈색 왜성과 적색 왜성의 경계선상에 있다. MOA-2007-BLG-192Lb와 모항성 사이 거리는 약 0.6 천문단위이다. 노트르담 대학교의 데이비드 베넷의 말에 따르면, 이 행성은 암석으로 이루어졌다기보다는 천왕성 등과 같이 대부분 얼음과 가스로 이루어졌을 가능성이 크다고 한다.